# کریستینا بارویس
کریستینا بارویس (انگلیسی: Kristina Barrois؛ زاده ۳۰ سپتامبر ۱۹۸۱) یک تنیس‌باز اهل آلمان است. 